# Stenoglene opalina
Stenoglene opalina is een vlinder uit de familie Eupterotidae. De wetenschappelijke naam van deze soort is voor het eerst geldig gepubliceerd in 1910 door Druce.
De soort komt voor in tropisch Afrika.